# Telodorcus intermedius
Telodorcus intermedius es una especie de coleóptero de la familia Lucanidae.

## Distribución geográfica
Habita en el Archipiélago Bismarck, Islas Salomón y  Nueva Guinea.